# Očeta Vincenca smrt
‎Očeta Vincenca smrt je roman Petra Božiča. Roman je izšel leta 1979 pri založbi Mladinska knjiga.

## Vsebina
Roman opisuje življenje mladega Ana in prebivalcev neke dolenjske vasi. Dogajanje je podano prek Anove otroške perspektive, ki ne premore odrasle morale, estetike, opravičil in olepšav. Otrok in kasneje mladenič spremlja vojno usodo prebivalcev vasi, njihovo izselitev v taborišče v Šleziji, vrnitev v domovino, življenje v mirodobnih časih. Roman se izteče s končno osamljenostjo in smrtjo glavnih oseb.
Avtor v delu opisuje tudi dogodke iz svoje mladosti, ko je bil med drugo svetovno vojno z družino izseljen v tujino. Roman Očeta Vincenca smrt spada med najboljša Božičeva dela.